# Annica Sjölund
Annica Maria Sjölund, född 31 mars 1985 i Finström, är en åländsk fotbollsspelare (anfallare) och landslagsspelare för Finland.
Hon är född och uppvuxen i Finström på Åland och syster till Daniel Sjölund och Peter Sjölund.

## Meriter för Finland
- 42 st A-landskamper
- 15 st U21-landskamper
- 35 st F19-landskamper
- 12 st F17-landskamper

Källa (2011-02-16): http://www.efd.nu/default.asp?page=99&forening=jitex